# Warren Gatland
Warren David Gatland (Hamilton, 17 settembre 1963) è un ex rugbista a 15 e allenatore di rugby a 15 neozelandese.
In qualità di commissario tecnico, detiene il record di allenatore più presente alla Coppa del Mondo di rugby, avendo preso parte a cinque edizioni: la prima nel 1999, come CT dell'Irlanda; successivamente, ha guidato il Galles in ben quattro edizioni consecutive (2011, 2015, 2019 e 2023).

## Biografia

### Carriera da giocatore
Tallonatore in National Provincial Championship nelle file di Waikato, tra il 1986 e il 1991 fece parte degli All Blacks in 17 occasioni, pur senza mai scendere in campo in un test match.
Al termine del tour europeo del 1989 nelle isole britanniche fu ingaggiato in Irlanda dal Galwegians, del quale divenne giocatore / allenatore.

### Carriera da allenatore
Iniziò la carriera da allenatore in Irlanda come allenatore-giocatore al Galwegians.
Più tardi si trasferì al Connacht, con il quale ottenne ottimi risultati malgrado risorse limitate. Riuscì infatti a portare il club ai quarti di finale dell'European Challenge Cup, battendo anche due volte i Northampton Saints.
Il 24 febbraio 1998 fu nominato allenatore dell'Irlanda dopo le dimissioni di Brian Ashton. L'avventura di Gatland sulla panchina della nazionale è stata difficile, segnata anche dal fallimento alla Coppa del Mondo 1999, in cui non riuscì a superare il primo turno. Nel 2001 venne sostituito dal suo assistente Eddie O'Sullivan, non prima però di aver sfiorato una vittoria storica contro gli All Blacks, nel loro tour del 2001, in una partita terminata 29-40 a favore dei neozelandesi.
Nel 2002 si unì ai London Wasps come allenatore, prima di prendere il posto di Director of Rugby dopo che Nigel Melville si trasferì al Gloucester. Nei primi mesi riuscì a portare la squadra dal fondo della classifica fino alla salvezza e, negli anni successivi, la condusse a tre vittorie consecutive in campionato (2003, 2004 e 2005) e ad una Heineken Cup (2004).
Nel 2005 tornò in Nuova Zelanda alla guida del Waikato, che ha condotto alla vittoria nella prima edizione della Air New Zealand Cup. In seguito, nel 2006, si unì alla franchigia dei Chiefs (che partecipa al Super 14) come supervisore tecnico.
Il 9 novembre 2007 Gatland venne scelto come allenatore del Galles, posizione che assunse effettivamente il 1º dicembre. Durante il primo Sei Nazioni disputato nel nuovo ruolo condusse la nazionale alla vittoria, ottenendo anche il Grande Slam. Il Galles è stato infatti in grado di battere nell'ordine Inghilterra (26-19), Scozia (30-15), Italia (47-8) e Irlanda (16-12), prima del trionfo al Millennium Stadium contro la Francia 29-12). Nel 2011, sotto la sua guida tecnica, la nazionale gallese raggiunse per la prima volta nella sua storia la vetta del ranking mondiale.

## Palmarès

### Allenatore
- Premiership: 3
London Wasps: 2002-03, 2003-04, 2004-05
- Heineken Cup: 1
London Wasps: 2003-04
- Challenge Cup: 1
London Wasps: 2002-03
- National Provincial Championship: 1
Waikato: 2006